# Kastelbell-Tschars
Kastelbell-Tschars är en ort och kommun i provinsen Sydtyrolen i regionen Trentino-Sydtyrolen i Italien. Kommunen hade 2 298 invånare (2018).